# Вилла Гаццотти
Вилла Гаццотти, Вилла Гаццотти-Гримани (итал. Villa Gazzotti, Gazzotti-Grimani) — вилла (загородный дом), расположенная в городе Виченца в районе Бертезина на севере Италии. Построена по проекту выдающегося венецианского архитектора Андреа Палладио между 1542 и 1543 годами.
В 1994 году вилла была включена в список Всемирного наследия ЮНЕСКО под названием «Виченца, город Палладио». Два года спустя объект Всемирного наследия был расширен за счёт палладианских вилл за пределами основной территории и, соответственно, был переименован в список «Города Виченца и Палладиевых вилл Венето» (Città di Vicenza e Ville Palladiane del Veneto).

## История
Вилла построена для венецианца Таддео Гаццотти и, как и многие здания Палладио, включает в себя ранее существовавшее строение. Внешний вид виллы показывает, что Гаццотти, заказчик неаристократического происхождения, стремился продемонстрировать достигнутое им высокое положение. Он занимался торговлей солью, но был образован, увлечён музыкой и связан семейными узами с Антеноре Паджелло, видным представителем дворянства Виченцы, сторонником — вместе с Джанджорджио Триссино — идеи архитектурного обновления города.
Встреча Гаццотти с молодым Палладио задокументирована уже в 1534 году, а о культурных интересах Гаццотти свидетельствуют не только вилла и его дружба с Паджелло, но и акт основания музыкальной академии в Виченце в 1542 году.
Однако неудачная торговая сделка привела Гаццотти к разорению, и в 1550 году он был вынужден продать ещё строящуюся виллу венецианскому патрицию Джироламо Гримани, прокуратору Сан-Марко, который завершил её за несколько лет. Отсюда второе название: Вилла Гаццотти-Гримани.

## Архитектура

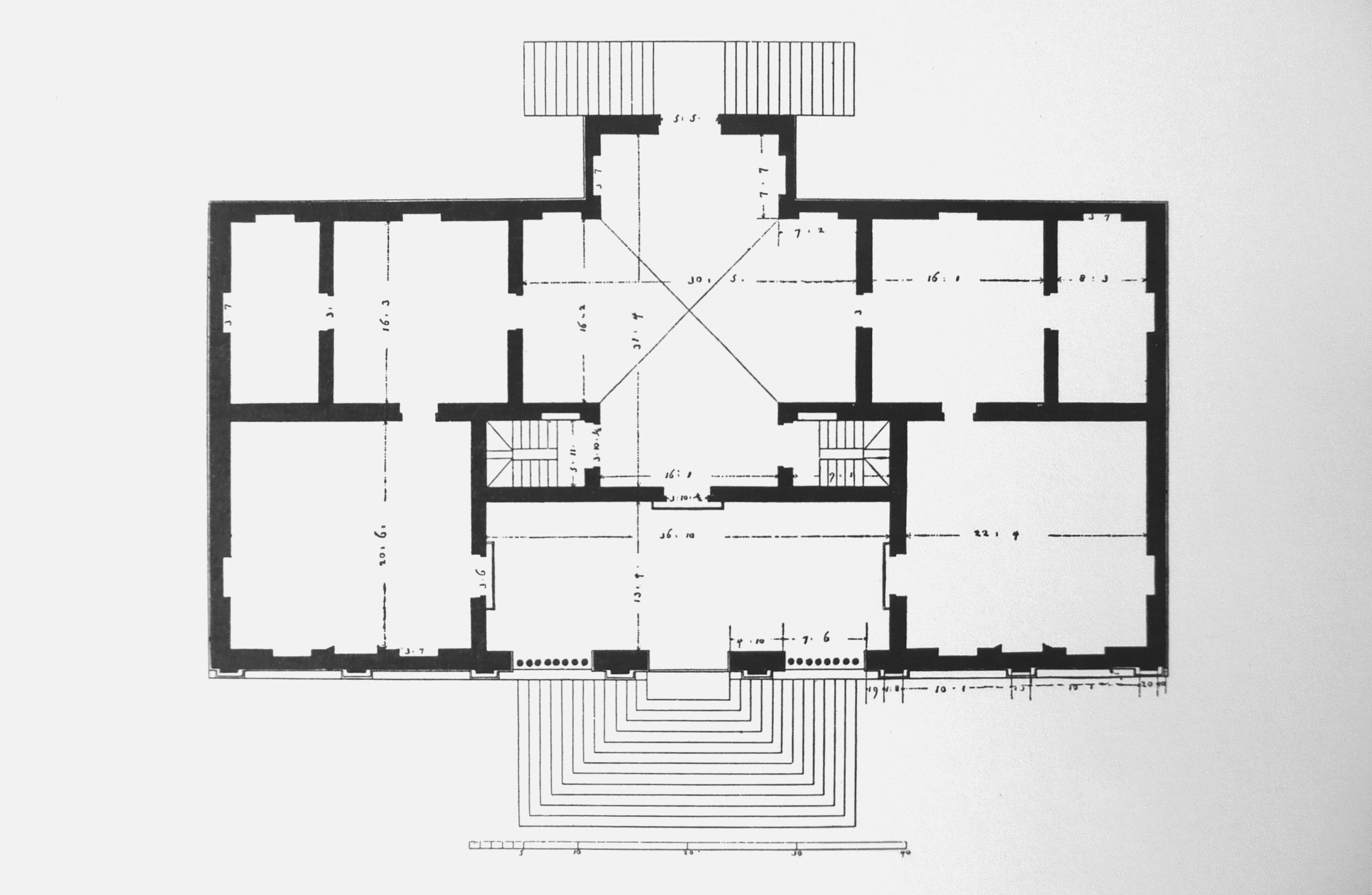
План виллы. Чертёж О. Бертотти-Скамоцци. 1778

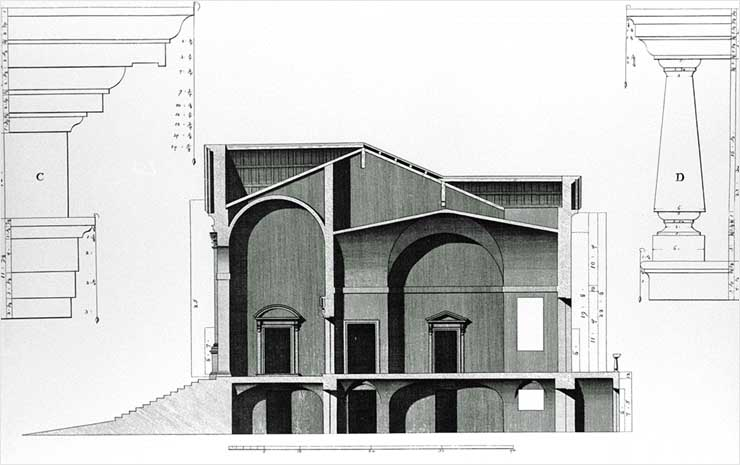
Разрез. Чертёж О. Бертотти-Скамоцци. 1778

Палладио впервые в этом проекте представил основной корпус здания в виде чётко очерченного куба. Три больших арки главного фасада, разделённые пилястрами композитного ордера, образуют лоджию и увенчаны треугольным фронтоном. Такая композиция имеет несколько суровый, но внушительный вид, напоминая фасад Виллы Годи.
Новым является то, что аркада занимает всю высоту одноэтажного здания. Точно так же использование фронтона как символа достоинства заказчика не имеет аналогов в венецианской светской архитектуре того времени. Вилла Гаццотти — первая вилла Палладио, в которой появился большой фронтон. Первоначально предполагалось, что широкая лестница будет вести в лоджию; ныне существующая узкая лестница является поздним дополнением.
Вилла построена из оштукатуренного кирпича. Со временем здание подверглось различным вмешательствам, связанным с сельскохозяйственным использованием, а затем было необитаемым в течение многих лет.
Из-за того, что проект виллы не был опубликован в трактате Палладио «Четыре книги об архитектуре» (1570), эта постройка часто исключалась из работ прославленного архитектора, несмотря на её выразительность. Нежелание передать её Палладио со стороны историков и критиков XVIII—XIX веков объяснялось главным образом тем, что она не фигурирует в трактате; но в трактате автор намеревался публиковать только те здания, которые отвечали его теоретическим декларациям, то есть те, которые он считал образцовыми типами «вилл»: здание Бертезины было лишено портиков и башен и, следовательно, не отвечало необходимым условиям.
Теоретик классицизма и пропагандист палладианства Оттавио Бертотти-Скамоцци был первым, кто воспроизвёл «Палаццетто ди Бертезина» в 1776 году с помощью трёх рисунков, которые соответственно воспроизводят план, фасад и продольный разрез здания. Однако он сомневался в принадлежности проекта самому Палладио. Это заявление Бертотти, однако, было опровергнуто после обнаружения рисунка с автографом самого Палладио, хранящегося в RIBA (Королевский институт британских архитекторов) в Лондоне.
Можно предположить, что Палладио использовал некоторые архитектурные схемы и мотивы, взятые у римских художников или из приобретённых им в Риме рисунков; об этом можно судить по некоторым украшениям на дверях в лоджии, которые, могут быть взяты из работ Антонио да Сангалло или Рафаэля.
Внутри, сразу за лоджией, располагается главный зал крестообразного плана, перекрытый крестовым сводом, а в рукавах — цилиндрическими сводами. По сторонам центрального зала симметрично расположены четыре комнаты меньшего размера, а по сторонам лоджии — две большие квадратные комнаты. Задний фасад и две стороны, так и не законченные полностью, со временем подвергались переделкам.
В зданиях Палладио пропорции комнат неотделимы от общего плана. Ведущим является принцип подобия: вся постройка вписывается в куб либо пропорционируется «в два или три куба». Размеры внутренних помещений архитектор определял по измерениям одного, который принимал за модуль. Палладио постоянно применял гармоничные отношения сторон квадратов и прямоугольников, основанных на простых целых числах: 1:2, 2:3, 3:5, 3:4.
Палладио прагматично вводил пропорции в свои здания, не навязывая полной пропорции каждой части. Однако фасад виллы Гаццотти тщательно пропорционирован: высота составляет треть ширины. После того, как была определена высота подиума и, следовательно, подвала, на котором будет построен первый этаж, уже существовавшая башня, движущая сила всей композиции, определяла остальные размеры.

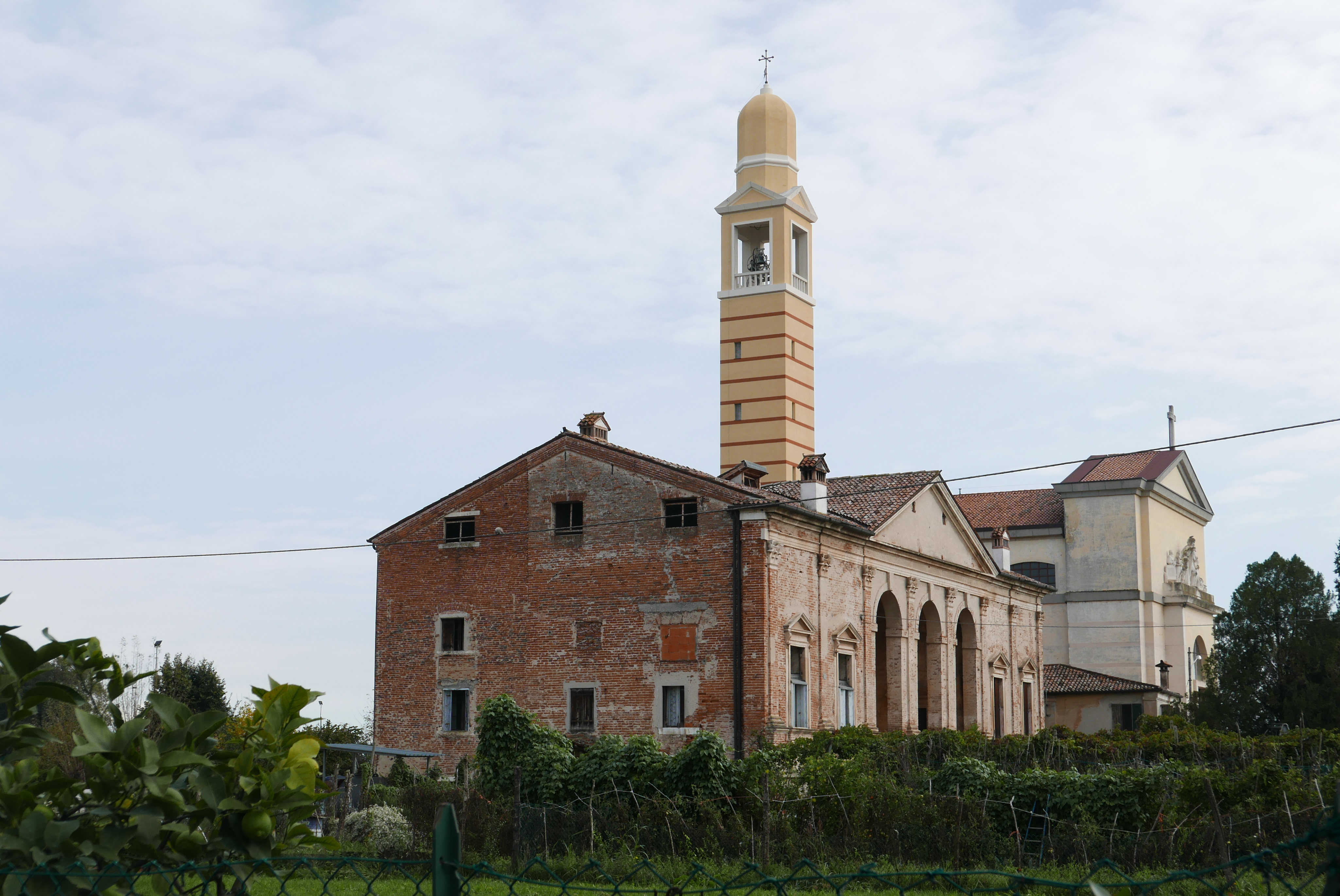
Общий вид. Вилла и церковь
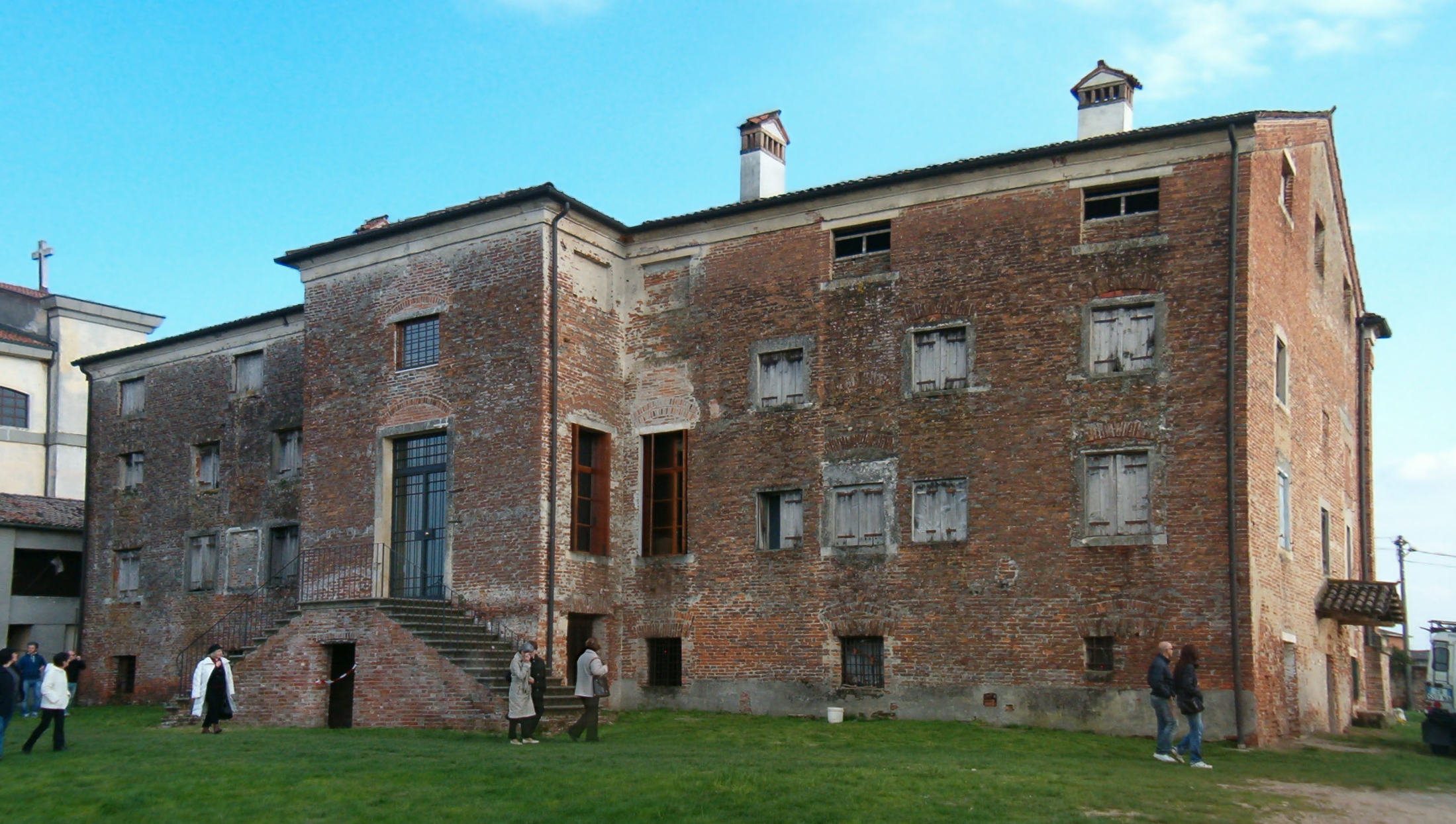
Задний фасад
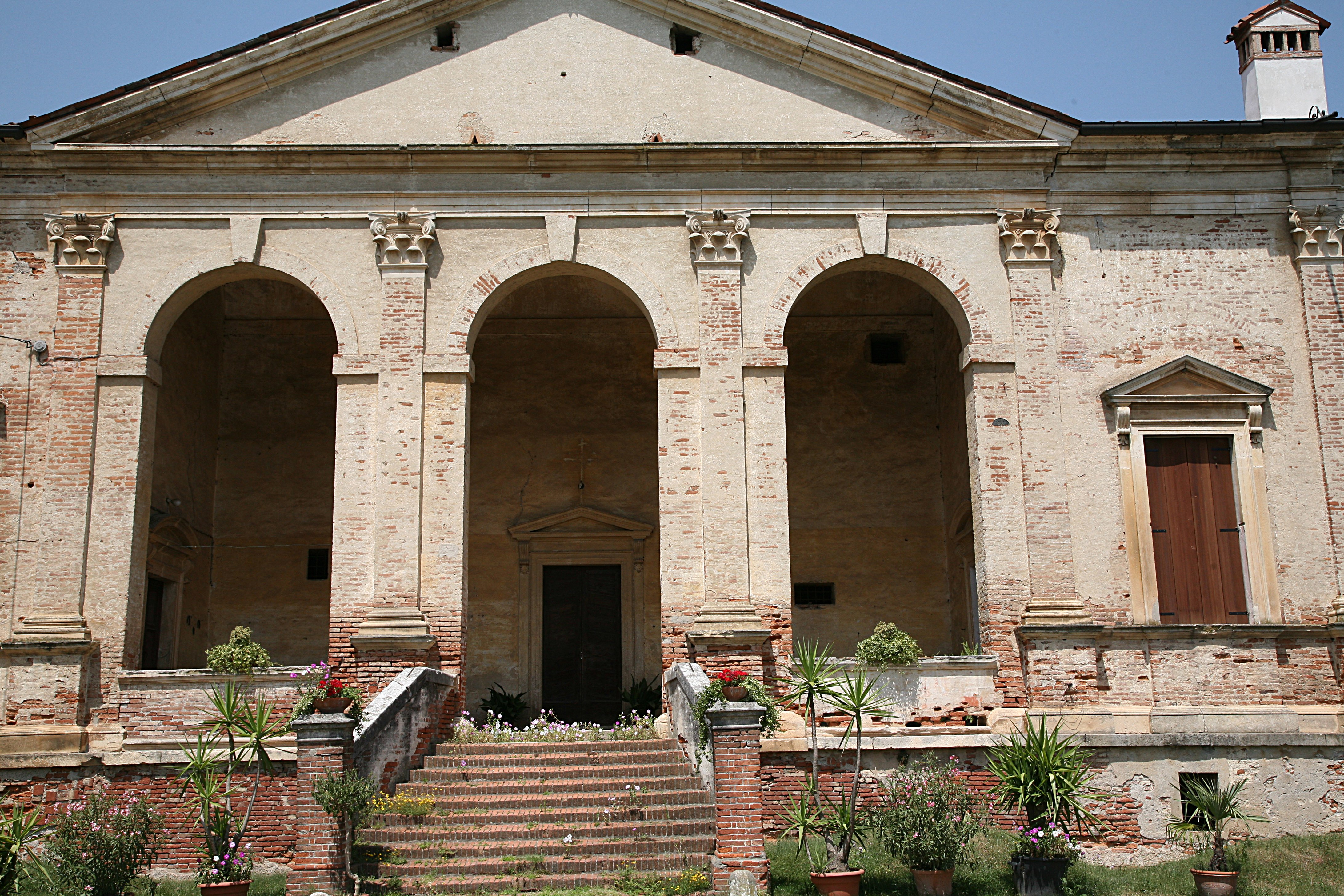
Лоджия главного фасада
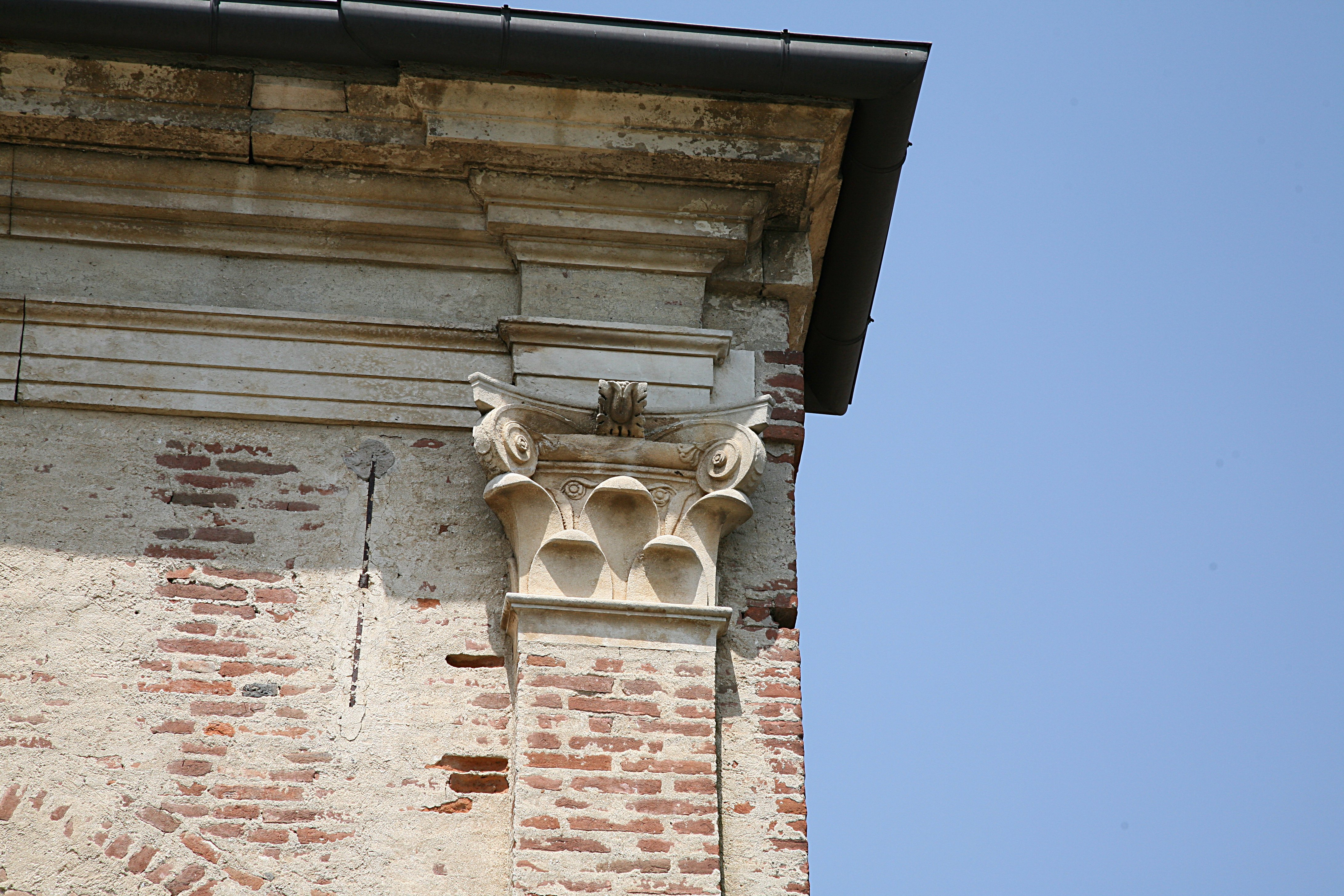
Капитель
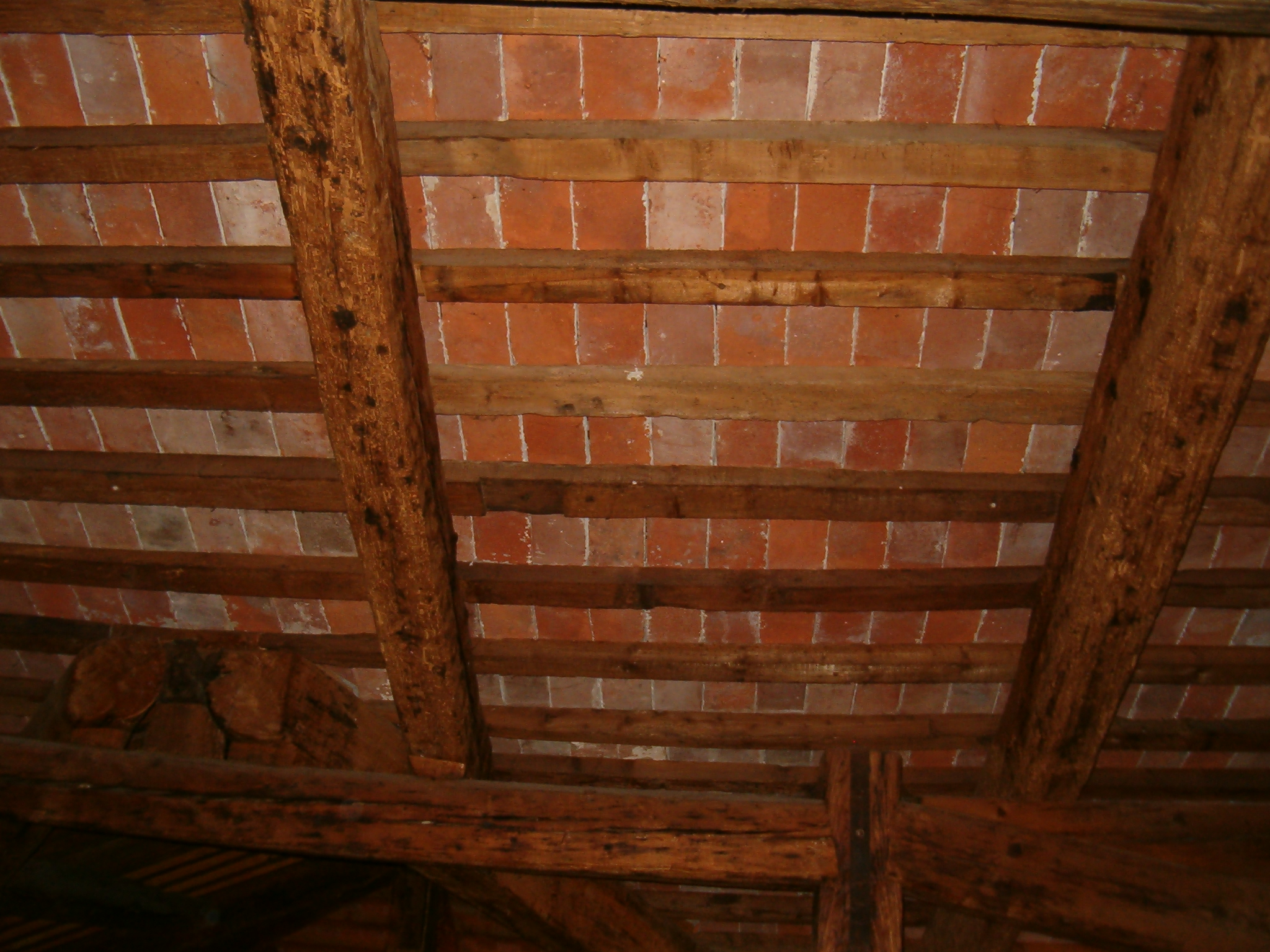
Перекрытие зала
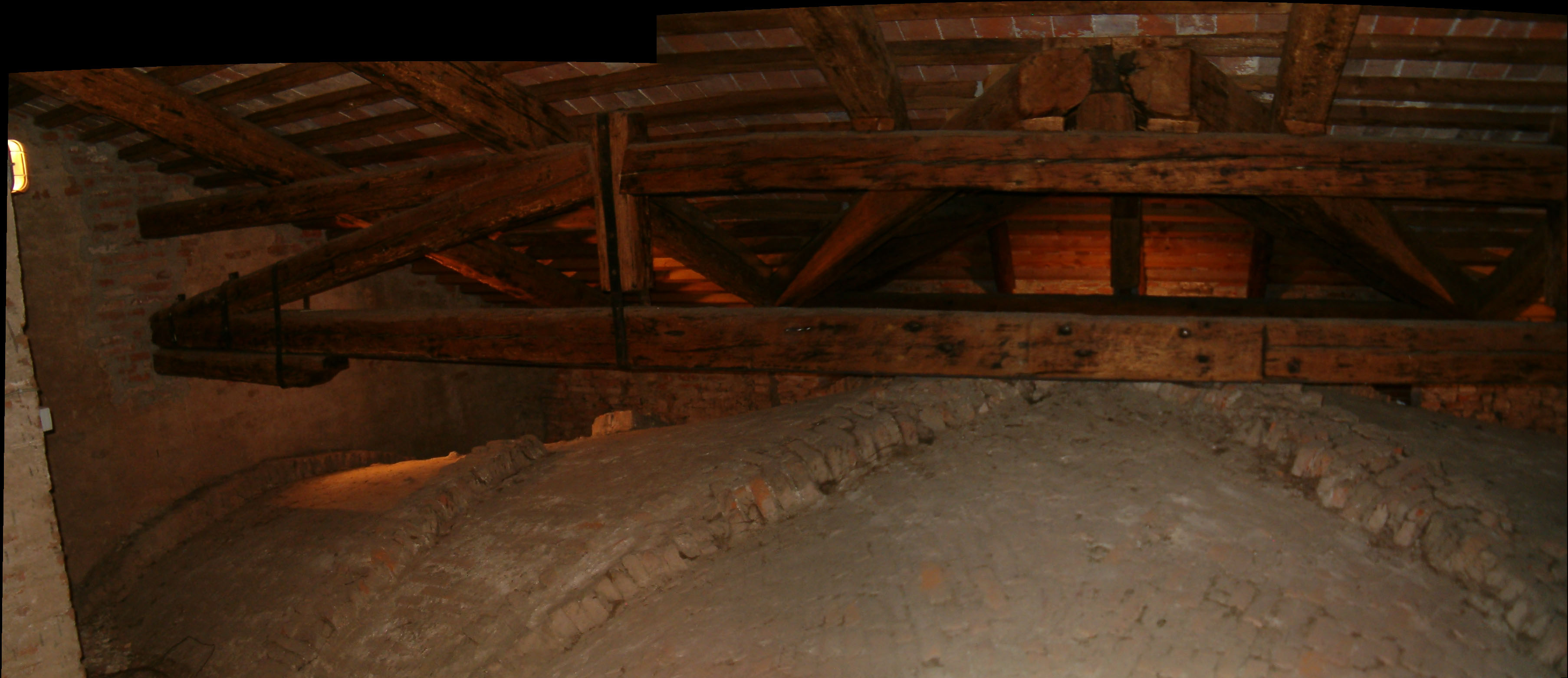
Стропильная крыша над купольным покрытием